# Паганине (Модена)
Паганине је насеље у Италији у округу Модена, региону Емилија-Ромања.
Према процени из 2011. у насељу је живело 206 становника. Насеље се налази на надморској висини од 44 м.